# Vigreux-Kolonne

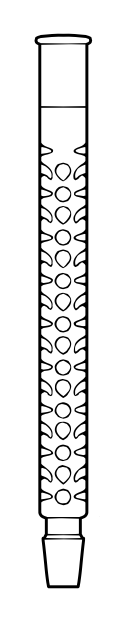
Eine Vigreux-Kolonne

Die Vigreux-Kolonne ist ein Laborgerät. Die Kolonne wird bei der Rektifikation – im allgemeinen Sprachgebrauch auch fraktionierte Destillation genannt – zur verbesserten thermischen Trennung von Flüssigkeitsgemischen eingesetzt. Durch die leicht nach unten geneigten Einbuchtungen wird die Kontaktfläche zwischen Gasphase und Glas erheblich vergrößert. Die Vigreux-Kolonne wurde 1904 vom französischen Glasbläser Henri Narcisse Vigreux erfunden.
Vigreux-Kolonnen gibt es in unterschiedlichen Bauformen und Längen, mit verschiedenen Normschliffen, ohne und mit (verspiegeltem) Vakuum-Mantel zur besseren thermischen Isolierung.
Füllkörperkolonnen besitzen bei gleicher Länge eine höhere Effektivität als Vigreux-Kolonnen, denn sie haben bei gleicher Länge eine größere Zahl an theoretischen Trennstufen. Der Druckverlust bei Vakuumdestillationen ist im Vergleich aber geringer.